# 霍戰一
霍戰一（1896年1月3日—1959年1月15日）。吉林省舒蘭縣人。民國37年（1948年）在吉林省選區當選第一屆立法委員

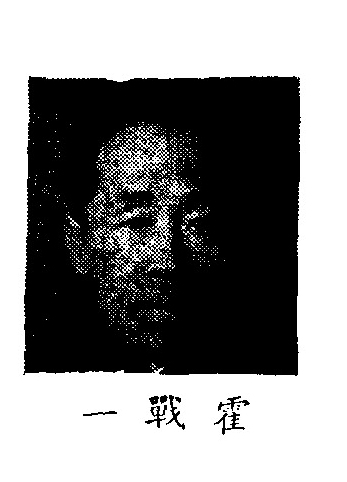
出席制憲國民大會代表時

## 生平[1][2]
- 日本早稻田大學畢業
- 首創美術學校於吉林；復創東華中學於哈爾濱
- 長春《大東日報》社社長
- 天津益世報總編輯
- 東三省保安總司令部秘書
- 長春市參議會參議長
- 民國48年1月15日病故[3]